# Apple contre Does
 (janvier 2018).

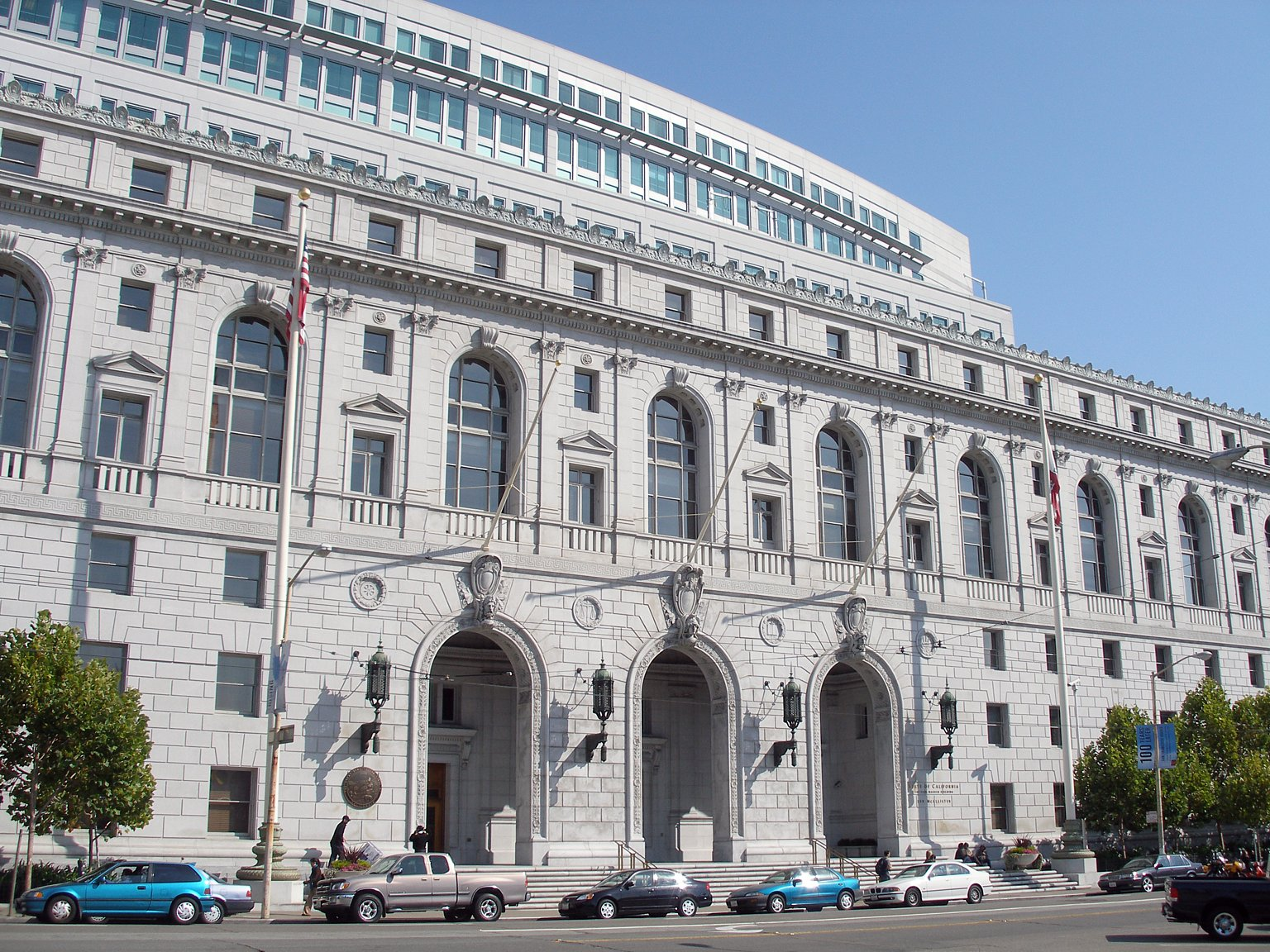
La Cour suprême de Californie ou s'est déroulé l'action en justice

Apple contre Does est une action en justice qu'a intenté Apple contre X dans le but de découvrir d'où provenaient les fuites concernant des produits à venir.
En décembre 2004, le groupe Apple Computer a intenté une action en justice dans le comté de Santa Clara contre X (des personnes anonymes) qui auraient répandu des informations secrètes sur des nouveaux produits d'Apple sur plusieurs sites Web, dont AppleInsider.com et Powerpage. Les articles en question concernaient une interface audio FireWire pour le logiciel de musique GarageBand, dont le nom de code est Asteroid ou Q7. De plus, Apple a poursuivi en justice Think Secret pour commerce parallèle illégal, le 4 janvier 2004.
Apple cherche des informations depuis ces nouveaux sites d’après l’identification de leurs sources et a assigné en justice l’Organisation LLC dePlume, propriétaire de Think Secret, et Nfox.com, le prestataire du service courriel pour PowerPage, pour des messages électroniques qui pourraient identifier les éléments de la source confidentielle.
Le 4 mars, en réponse à la poursuite en justice de Apple contre Think Secret, l’Organisation LLC dePlume a intenté une motion spéciale à la Cour supérieure de Californie, dans le comté de Santa Clara, réclamant le retrait de la poursuite d'Apple d’après la loi anti-SLAPP de Californie.
Le 11 mars, le juge James P. Kleinberg a refusé d’accorder une ordonnance de protection qui vise à bloquer les assignations à comparaître de Apple, affirmant qu’il avait trouvé que les informations divulguées étaient une copie conforme d’un schéma extrait d’un ensemble de diapositives, intitulé Apple Need-to-Know Confidential. Il a écrit que les informations étaient « une propriété volée, au même titre qu’un objet physique quelconque », et a insinué que les sites exposant de telles informations sont similaires à des recels illégaux. Il a également écrit que Apple répondait aux cinq critères du test énoncé dans l’affaire opposant Mitchell à la Cour supérieure de Californie en 1984, qui considère si une assignation à comparaître devrait être ou pas autorisée au-delà des droits qu’un journaliste bénéficie selon le premier amendement de la Constitution américaine.
Les sites ont fait circuler une pétition contre la décision le 22 mars 2005. Parmi les avis favorables à la pétition, on trouve le San Jose Mercury News, le Hearst Corp. (San Francisco Chronicle), le McClatchy Co. (Sacramento Bee), le Los Angeles Times, le Copley Press (San Diego Union-Tribune), le Freedom Comm. Inc. (Orange County Register), l'Associated Press, le Reporters’ Committee for Freedom of the Press, la California Newspaper Publishers Association, la California First Amendment Coalition, le Society of Professional Journalists, le Student Press Law Center, la American Civil Liberties Union, le Center for individual Freedom, le First Amendment Project, les Reporters Without Borders, la Media Bloggers Assoc., quatre professeurs de droit, de nombreux journalistes Internet, la NetCoaltion et la United States Internet Industry Association. Dans le camp de Apple, on trouve Genetech, Intel et la BSA.
Le 2 juin 2005, la Cour d’Appel de Californie a délivré un ordre de preuves à l’appui, demandant à Apple de montrer à la Cour « pourquoi une assignation péremptoire ne devrait pas être lancée comme il est demandé dans la pétition remplie par les journalistes Internet ».
Note : le procès d'Apple contre Think Secret est différent de celui de X, car il n’a pas poursuivi des journalistes, il a plutôt cherché des informations à travers des assignations à comparaître de trois nouveaux sites au sujet d’un produit dont le nom de code est Asteroid ; Think Secret n’a pas donné de rapport original concernant Asteroid. En revanche, le procès d'Apple contre l’Organisation dePlume cherche à obtenir des dommages-intérêts de Think Secret.

## Contrecoup
Des critiques se sont prononcés contre ce procès en soulignant qu'il pourrait réduire la protection des journalistes américains statuée dans le Premier Amendement de la Constitution des États-Unis.
De nombreuses personnes ont critiqué le procès par le biais de leur blog. Le blog Herald a annoncé qu'Apple pourrait se confronter à un boycott généré par les blogueurs. Mike Langberg a écrit une lettre ouverte à Steve Jobs en lui prévenant que « Les poursuites judiciaires présentent une menace imminente à l’atout le plus précieux qu'Apple possède : sa réputation d’« opprimé branché », d’alternative cool à de plus grands mais plus fades compétiteurs tels que Microsoft, Dell et Hewlett-Packard. »